# Бабичі (Шептицький район)
Ба́бичі — село в Україні, у Шептицькому районі Львівської області. Населення становить 910 осіб.
Через село проходить, станом на серпень 2015 року, «напрямок» «Львів» — «Радехів» — «Луцьк», раніше — автошлях Н17.
На території села є 2 церкви.

## Населення

### Мова
Розподіл населення за рідною мовою за даними перепису 2001 року:
| Мова       | Кількість | Відсоток |
| ---------- | --------- | -------- |
| українська | 706       | 99.44%   |
| російська  | 3         | 0.42%    |
| румунська  | 1         | 0.14%    |
| Усього     | 710       | 100%     |